# Налайх
Нала́йх (монг. Налайх) — один из девяти административных районов столицы Монголии — города Улан-Батор. Население — 28152 человек (на 2008 год). Значительную часть жителей составляют этнические казахи.

## География
Расположен в 35 км к юго-востоку от центра Улан-Батора. Разделён на 6 микрорайонов. Градообразующее предприятие — угольная шахта, которая изначально была единственным источником топлива для строящихся в столице ТЭЦ. На сегодняшний день снабжает углём Улан-Баторскую ТЭЦ-1 и Улан-Баторскую ТЭЦ-2. Остальной уголь потребляется различными предприятиями промышленности и хозяйствами.

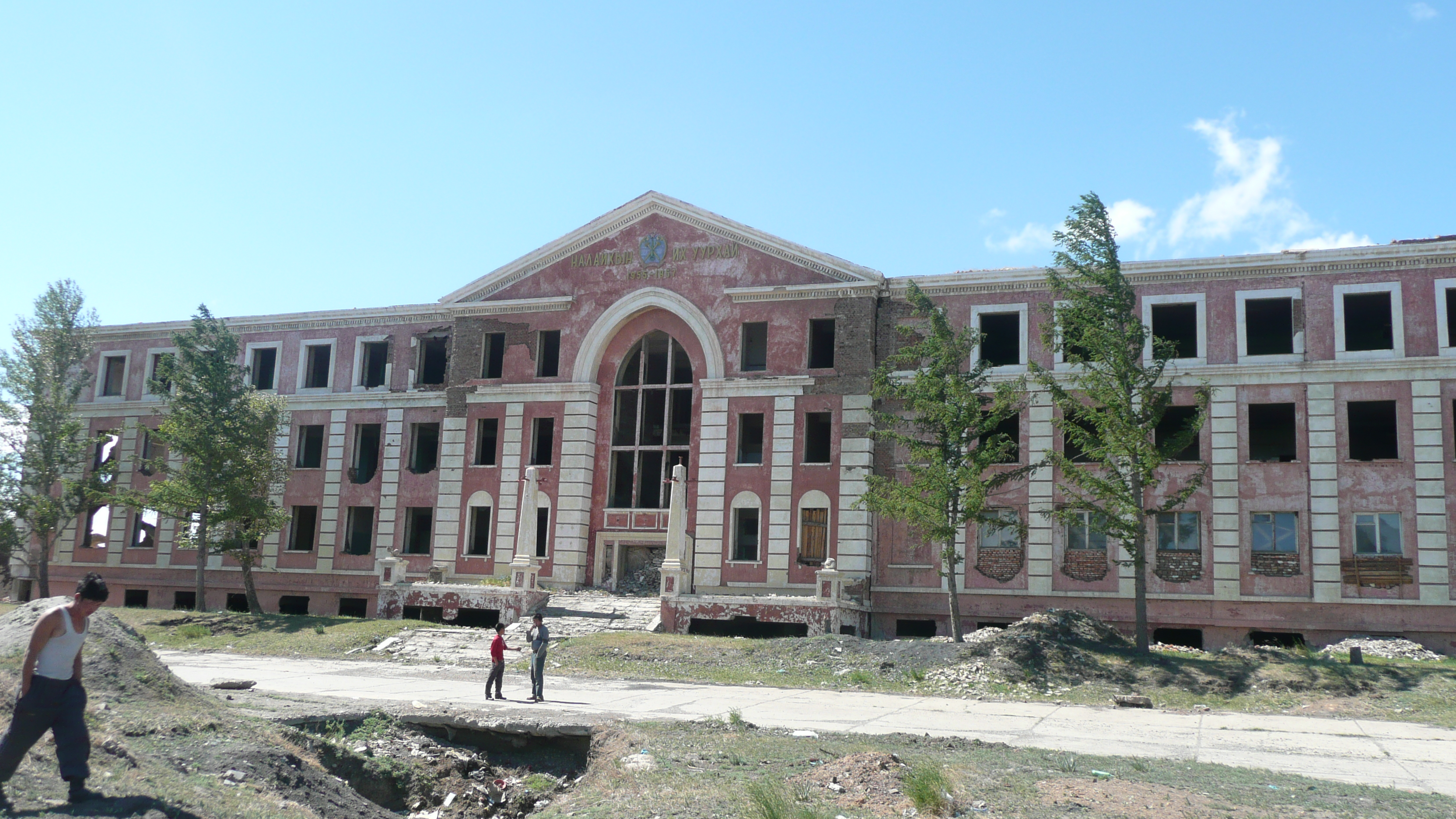
Старая угольная шахта в Налайхе